# Tom and Jerry in Casa dolce casa
Tom and Jerry in Casa dolce casa (Tom and Jerry in House Trap) è un videogioco d'azione per PlayStation, incentrato sui personaggi di Tom & Jerry. Tra l'altro è il primo e unico titolo basato sulla nota serie a cartoni animati a essere uscito sulla suddetta console. È stato sviluppato da Warthog Games e pubblicato nel 2000 da NewKidCo e Ubi Soft Entertainment, rispettivamente in Nord America e in Europa; due anni dopo (nel 2002) Success lo pubblica in Giappone.
Warner Bros. Interactive Entertainment è l'azienda che lo ha distribuito in tutto il mondo.

## Modalità di gioco
Il suo gameplay è simile a quello di Spy vs. Spy, che difatti ne adotta la divisione dello schermo orizzontalmente in due. Consiste nel controllare Jerry nei quindici livelli di gioco, tutti ambientati in una casa, facendolo girovagare dentro o fuori essa e interagirlo con i variegati oggetti sparsi, sia da raccoglierli (tre alla volta) che da azionarli per farne uso come armi o trappole contro Tom. Ambedue i personaggi hanno a disposizione una barra della salute e, per poter andare progressivamente avanti, il giocatore in veste di Jerry deve sconfiggere l'avversario Tom (manovrato dal computer).
Tre dei livelli, ovvero il quinto, il decimo e il quindicesimo livello non si incentrano sul combattimento, bensì sul compito in cui si devono portare a un obiettivo stabilito degli oggetti speciali (uno alla volta), trovabili in una stanza specifica della casa. Tom fa l'esatto contrario verso questi oggetti, ossia prenderli prima di Jerry o sottrarglieli picchiandolo per poi portarli al suo obiettivo, quindi il giocatore, per tutta risposta lo deve contrattaccare per riprenderseli. In questa circostanza le stesse armi o trappole non provocano nessun danno ma solo brevi impedimenti.

## Accoglienza
Nelle uniche due recensioni disponibili su internet riguardo a Tom and Jerry in Casa dolce casa, sono stati dati entrambi dei voti negativi: la rivista PlayStation Official Magazine – UK gli dà un 1 su 10, e il sito IGN 4 su 10.